# Фризо Оранско-Нассауский
Принц Фризо Ора́нско-Насса́уский (в крещении Йо́хан Фризо Бе́рнхард Кристиа́н Дави́д, нидерл. Johan Friso Bernhard Christiaan David, Prins van Oranje-Nassau, 25 сентября 1968, Утрехт — 12 августа 2013, Гаага) — второй сын королевы Беатрикс и Клауса фон Амсберга.
С 2004 года был лишён титула «принц Нидерландов» и права на престол. С этого времени он являлся членом Королевской семьи, но не Королевского дома (нидерландское законодательство различает эти понятия). 17 февраля 2012 года попал под лавину и с этого дня и вплоть до смерти полтора года находился в коме.

## Биография
До 2004 был известен в основном как Йохан Фризо, но затем заявил, что не желает использовать первое имя. Его крёстные родители — кронпринц Норвегии Харальд (ныне король Харальд V) и бабушка, королева Юлиана. По образованию — авиационный инженер, учился в Университете Калифорнии в Беркли (1988) и в Делфтском техническом университете (1988—1994). Магистр экономики Роттердамского университета.
В 1995—1996 работал в Амстердамском отделении консалтинговой компании Мак-Кинси. Затем окончил программу MBA в INSEAD, работал вице-президентом банка Goldman Sachs в Лондоне; затем — в компании Wolfenson & Co. там же (основателем Wolfenson & Co является Джеймс Вулфенсон, бывший президент Всемирного банка).
17 февраля 2012 года на австрийском горнолыжном курорте Лех во время катания с другом вне трассы Фризо попал под лавину, был найден и в критическом состоянии отправлен в больницу в Инсбруке. По заявлению команды врачей, сделанному 24 февраля, он провёл под лавиной 25 минут, что привело к остановке сердца, продолжавшейся в течение 50 минут с учётом времени, потребовавшегося на СЛР, в результате мозг был серьёзно повреждён, из-за недостатка кислорода в нём произошли необратимые процессы. По мнению австрийских врачей, шансов выйти из комы не было.
1 марта принц на самолёте санитарно-медицинской службы был эвакуирован из австрийского госпиталя в один из реабилитационных центров в Лондоне, где его семья жила в течение нескольких лет.
19 ноября 2012 года было объявлено, что принц находится в состоянии бодрствующей комы, при этом было неясно, очнётся ли он когда-нибудь и в каком состоянии. 9 июля 2013 принц Фризо был перевезён в резиденцию Хёйс-тен-Бос в Гааге, чтобы провести лето со своей семьёй. Принц находился в состоянии бодрствующей комы и не нуждался в больничном уходе.
12 августа 2013 года было объявлено, что принц Фризо умер из-за осложнений, связанных с повреждением головного мозга.

## Брак и дети

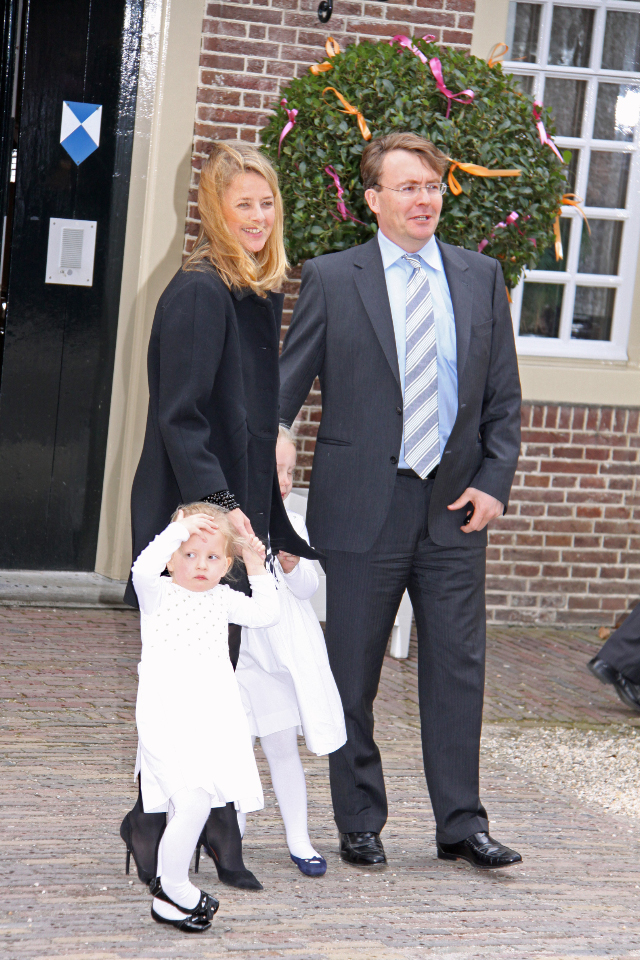
Принц Фризо с женой Мейбл и дочерьми в 2010 году

30 июня 2003 года Фризо объявил о помолвке со своей ровесницей, предпринимательницей Мейбл Виссе-Смит. Правительство Нидерландов во главе с премьер-министром Яном Петером Балкененде отказалось запрашивать Парламент о разрешении на этот брак. Это было напрямую связано со скандальным знакомством между Мейбл и убитым в 1991 году Класом Брёйнсмой — нидерландским «крёстным отцом» наркоторговли. Несмотря на это, 24 апреля 2004 года Фризо и Мейбл поженились в Делфте. После этой женитьбы, согласно голландским династическим законам, Фризо утратил права на нидерландский престол и титул «принц Нидерландов», вместо этого он и его супруга получили титул графа и графини Оранско-Нассауских, передающийся по наследству. Фризо в личном порядке сохранил титулы «принц Оранско-Нассауский» и «его королевское высочество», но его дочери являются не принцессами, а высокорождёнными дамами (нидерл. hooggeboren vrouwe) и графинями.
У принца Фризо, графа Оранско-Нассауского, и его жены родились две дочери, обе в Лондоне:
- Высокорождённая дама графиня Луана Эмма Оранско-Нассауская (р. 26 марта 2005 г.)
- Высокорождённая дама графиня Йоханна Зария Оранско-Нассауская (р. 18 июня 2006 г.)